# Nakajima Ki-87
 (janvier 2018).
Si vous disposez d'ouvrages ou d'articles de référence ou si vous connaissez des sites web de qualité traitant du thème abordé ici, merci de compléter l'article en donnant les références utiles à sa vérifiabilité et en les liant à la section « Notes et références ».
Le Nakajima Ki-87 était un chasseur-intercepteur japonais de haute altitude de la Seconde Guerre mondiale. Il s'agissait d'un monoplan à aile basse avec un train classique équipé d'un moteur en étoile à turbocompresseur. N'étant jamais entré en service, aucun nom de code allié ne fut donné à l'avion.

## Développement
En 1942, les ingénieurs de l'armée japonaise étudiaient déjà la conception d'un nouveau chasseur à haute altitude. Plus tard pendant la guerre, la conception du Ki-87 débuta lorsque les raids américains de bombardiers B-29 Superfortress commencèrent sur les îles du territoire national. Le futur appareil exigeait une cellule relativement solide afin d'embarquer les composants internes nécessaires, comme un cockpit pressurisé pour le pilote et un moteur d'une puissance considérable afin de mener des opérations à haute altitude. La désignation de "Ki-87" a été appliquée au type et la société Nakajima a été chargée de produire trois prototypes d'un modèle standard pour la phase de développement.
Les efforts de la division technique du quartier général de l'armée impériale ont fini par s'orienter vers le Tachikawa Ki-94, tandis que le Ki-87 fut développé comme un projet de repli, en utilisant des exigences moins strictes. Nakajima commença dès juillet 1943 la construction de trois prototypes, à terminer entre novembre 1944 et janvier 1945, et sept avions de pré-production, à livrer pour avril 1945. 
Les progrès du développement se sont avérés lents et l'engagement accru des États-Unis dans le Pacifique ne faisait qu'aggraver la situation pour le Japon. À cela s'ajoutent les pertes croissantes subies par la marine impériale japonaise (IJN). La construction fut grandement retardée à cause de divers problèmes occasionnés par le train d’atterrissage électrique et par le turbocompresseur, qui représentait également un vrai défi technologique pour l'époque. Le premier prototype n'a été achevé qu'en février 1945 et n'a pu voler pour sa première fois qu'en avril. Seulement cinq vols d'essai ont été effectués, tous avec le train d'atterrissage en position déployée.
Une autre variante, le Ki-87-II, propulsé par un moteur Nakajima Ha217 [Ha-46] de 3.000ch et avec un turbocompresseur dans la même position que le P-47 Thunderbolt était prévu. Il n'a jamais dépassé le stade de la planche à dessin.
Une commande initiale de 500 appareils était prévue, mais la guerre prit fin avant, ne laissant qu'un seul prototype opérationnel.

## Conception
La conception de l'appareil comprenait un arrangement conventionnel avec une forme d'aile monoplan posée à l'avant du milieu de l'avion. Le moteur radial refroidi par air, qui conduisait une hélice à quatre pales, se trouvait dans un compartiment à l'avant du fuselage. On pouvait apercevoir sans problème l'énorme turbocompresseur qui ressortait sur le côté avant droit de l'avion. Quant au train d'atterrissage, il était repliable vers l'arrière afin de faciliter le stockage des munitions pour les canons, qui étaient montés dans les ailes.
Concernant la peinture, le seul prototype terminé était en métal naturel (aluminium ?). Certaines peintures et dessins montrent une zone anti-éblouissement noire devant le cockpit, mais cela n'est visible sur aucune des photographies connues de l'avion.

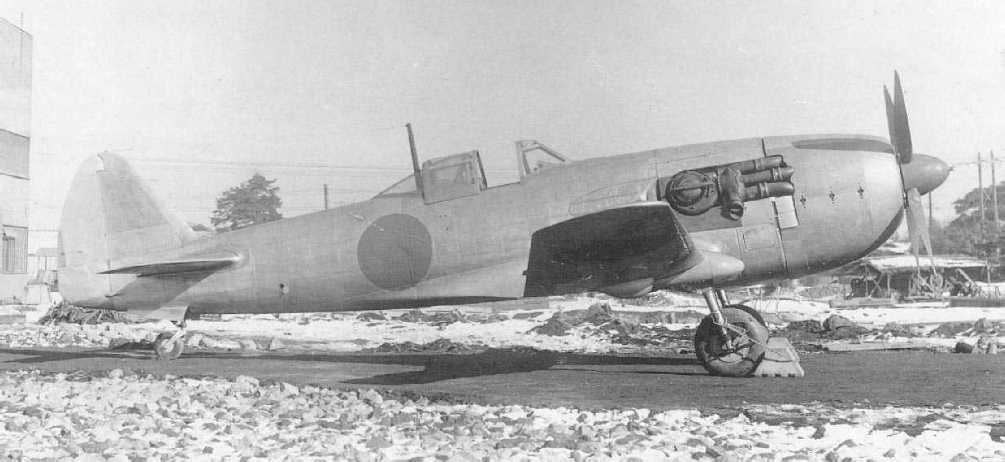
Vue de profil de l'appareil. L'énorme turbocompresseur est bien visible.

## Caractéristiques du Ki-87
Donnés provenant du livre Famous Aircraft of the World, first series, no.76: Japanese Army Experimental Fighters (1); Japanese Aircraft of the Pacific War
Caractéristiques générales
- Équipage : 1
- Longueur : 11,82 m
- Longueur d'aile : 13,42 m
- Hauteur : 4,5 m
- Surface alaire: 26 m2
- Masse à vide : 4 388 kg
- Masse : 5 633 kg
- Moteur : 1 × Nakajima Ha219 [Ha-44-12]18 cylindres à refroidissement par air

Performances (estimées)
- Vitesse maximale : 697 km/h
- Vitesse de croisière : 470 km/h
- Plafond opérationnel : 12 855 m

Armement
- Canons : deux canons de 30 mm Ho-105 et deux canons 20 mm Ho-5, le tout dans les ailes
- Bombes : une bombe de 250 kg sous le fuselage

## Apparence dans les médias
- Dans le jeu-vidéo War Thunder, l'avion est disponible au tiers IV de l'arbre des forces aériennes japonaises. C'est un appareil premium.
- Dans le film d'animation The Sky Crawlers de Mamoru Oshii, l'appareil du "Professeur" semble être fortement inspiré du Ki-87 et/ou du Ta 152 allemand.

## Appareils similaires
- Tachikawa Ki-94
- Ta 152
- Republic P-47 Thunderbolt